# Чарлі Бартолом'ю
Чарлі Бартолом'ю (англ. Charlie Bartolomew, нар. 4 травня 2003) — американський легкоатлет, який спеціалізується у бігу на короткі дистанції.

## Спортивні досягнення
Дворазовий чемпіон світу серед юніорів (2022) у змішаному естафетному бігу 4×400 метрів, а також у чоловічій естафеті 4×400 метрів.
Бронзовий призер чемпіонату світу серед юніорів в естафетному бігу 4×100 метрів серед чоловіків (2022, брав участь у попередньому забігу).